# Haemabasis
Haemabasis is een geslacht van vlinders van de familie spinneruilen (Erebidae), uit de onderfamilie Catocalinae.

## Soorten
- H. calodesma Rothschild, 1905
- H. continua Walker, 1862
- H. pulchrifascia Hulstaert, 1924